# Единокровка
Единокровка (исп. De pura sangre) — мексиканская 106-серийная мелодрама с элементами детектива и драмы 1985 года производства телекомпании Televisa.

## Сюжет
На ранчо Сан-Хоакин, расположенном в городе Сан-Мигель-де-Альенде умирает миллионер Дон Альберто Дуарте Солис, владелец фермы, где разводят лошадей. Его ближайшей родственницей является его племянница Флоренсия, которая собирается выйти замуж за амбициозного жениха Леонардо Альтамирано. Леонардо подумал, что Флоренсия после смерти дяди унаследует всю ферму и также станет миллионершей, однако из-за махинаций Альберто Салерно, Флоренсия получила лишь 30% денег и всё, остальная часть имущества, имение и ферма перешла в руки Альберто. Омеро, дядя Леонардо очень хочет вернуть отнятое добро и поэтому придумал план — Альберто должен быть арестован за незаконный оборот наркотиков и приговорён к 20 годам лишения свободы. Леонардо Альтамирано женился на Флоренсии и вернул всё, что отнял Альберто Салерно. Спустя 8 месяцев после отсидки в тюрьме, Альберто Салерно поджёг тюрьму и сбежал оттуда, чтобы отомстить. Исправительное учреждение сгорело дотла.

## Создатели телесериала

### В ролях
| Актёр                  | Роль                                        |
| ---------------------- | ------------------------------------------- |
| Кристиан Бах           | Флоренция Дуарте Валенсия                   |
| Умберто Сурита         | Альберто Салерно дель Виллар / Маркос Мехиа |
| Энрике Альварес Феликс | Леонардо Альтамирано                        |
| Хосе Антонио Ферраль   | Фульхенсио                                  |
| Мануэль Охеда          | Карлос Мелендес                             |
| Делия Казанова         | Лаура Бланшет                               |
| Луис Хавьер            | Фелипе                                      |
| Алисия Родригес        | Беатрис Валенсия, вдова Дуарте              |
| Виктор Хунко           | Гомеро Альтамирано                          |
| Арсенио Кампос         | Диего Бустаманте                            |
| Мигель Масия           | Падре Франсиско Альвеар                     |
| Маргарита Гралия       | Андреа                                      |
| Офелия Кано            | Кармелита                                   |
| Хакаранда Альфаро      | Чуй                                         |
| Маристель Молина       | Анхела                                      |
| Кармен Кортес          | Жозефина                                    |
| Грасиела Лара          | Ампаро                                      |
| Альберто Масиас        | Камило                                      |
| Алехандро Руис         | Агустин                                     |
| Фидель Гаррига         | Николас                                     |
| Талия Салас            | Регина                                      |
| Гильермо Гарсия Канту  | Ансельмо Бустаманте                         |
| Хосефина Кастелланос   | Лулу                                        |
| Рауль Моралес          | адвокат Эрнандес                            |
| Тито Гисар             | Хуан                                        |
| Клаудия Инчаурреги     | Ана Мария Салерно                           |
| Хосе Чавес             | лейтенант Гонсалес                          |
| Хосе Луис Льямас       | Берналь                                     |
| Карлос Герра           | Хавьер                                      |
| Альфонсо Каффити       | Марио Салерно                               |
| Хорхе Виктория         | начальник полиции                           |
| Адальберто Парра       | Ампон                                       |
| Хоакин Гальегос        |                                             |
| Мигель Анхель Негрете  | лейтенант Гальегос                          |
| Роса Елена Диас        | Роса дель Виллар                            |
| Хулия Маришаль         |                                             |
| Артуро Лафан           |                                             |
| Карл Хилос             |                                             |
| Фортино Саласар        |                                             |

### Административная группа
- оригинальный текст: Мария Сараттини Дан
- музыкальная тема заставки: Симфония № 29
- автор симфонии: Вольфганг Амадей Моцарт
- сценография: Исабель Часаро
- начальник места проживания актёров: Ариэль Бьянко
- координаторы по костюмам героини Кристиан Бах: Флора Бурильо
- художник-костюмер героини Кристиана Бах: Карло Демикелис
- редактор: Роберто Нино
- люминотехник: Серхио Тревиньо
- начальник производства: Херардо Лусио
- координатор производства : Гуадалупе Куэвас
- оператор-постановщик: Карлос Герра Вильярреаль
- режиссёр-постановщик: Хосе Рендон
- продюсер: Эрнесто Алонсо

## Награды и премии

### TVyNovelas(7 из 14)
| Номинация                         | Персона                | Результат |
| --------------------------------- | ---------------------- | --------- |
| Лучшая теленовелла                | Эрнесто Алонсо         | Победа    |
| Лучшая актриса                    | Кристиан Бах           | Номинация |
| Лучший актёр                      | Умберто Сурита         | Победа    |
| Лучший злодей                     | Энрике Альварес Феликс | Победа    |
| Лучший злодей                     | Виктор Хунко           | Номинация |
| Лучшая выдающиеся актриса         | Алисия Родригес        | Номинация |
| Лучшая молодая актриса            | Делия Касанова         | Номинация |
| Лучшее женское откровение         | Офелия Кано            | Победа    |
| Лучшее женское откровение         | Хакаранда Альфаро      | Номинация |
| Лучшая дебютантка                 | Клаудия Инчаурегги     | Номинация |
| Лучший дебютант                   | Гильермо Гарсия Канту  | Номинация |
| Лучший дебютант                   | Луис Хавьер            | Победа    |
| Лучший режиссёр-постановщик       | Хосе Рендон            | Победа    |
| Лучшая писательница и сценаристка | Мария Сараттини Дан    | Победа    |